# Estación de Parque de los Estados
Parque de los Estados es una estación de la línea 12 de Metro de Madrid situada bajo la avenida de los Estados, en Fuenlabrada. 

## Historia
La estación abrió al público el 11 de abril de 2003.
Entre el 21 de junio y el 5 de septiembre de 2021 permaneció cerrada por el corte de la línea entre Hospital de Móstoles y Conservatorio para llevar a cabo obras de reparación en la infraestructura. Se habilitó un Servicio Especial de autobús gratuito con parada en el entorno de las estaciones afectadas.

## Accesos
Vestíbulo Parque de los Estados
- Avenida de los Estados Avda. Estados, 10 (esquina C/ Venezuela)
- La Habana C/ La Habana, 2 (esquina C/ Venezuela)
- Ascensor C/ Venezuela, 2

## Líneas y conexiones

### Metro
| << cabecera | < estación          | línea | estación >     | cabecera >> |
| ----------- | ------------------- | ----- | -------------- | ----------- |
| circular    | Fuenlabrada Central |       | Arroyo Culebro | circular    |

### Autobuses
| Diurnos |                     |                                                             |                 |
| Línea   | Destino             | Parada                                                      | Operador        |
| 2       | Circular Verde      | 07769 Av. Estados-Est. Parque de los Estados (frente N.º 8) | EMT Fuenlabrada |
| 6       | Fuenlabrada Central | 07769 Av. Estados-Est. Parque de los Estados (frente N.º 8) | EMT Fuenlabrada |
| 3       | Circular Roja       | 07770 Av. Estados-Est. Parque de los Estados (N.º 8)        | EMT Fuenlabrada |
| 6       | Cementerio          | 07770 Av. Estados-Est. Parque de los Estados (N.º 8)        | EMT Fuenlabrada |

| Diurnos |                              |                                                             |                           |
| Línea   | Destino                      | Parada                                                      | Operador                  |
| 471     | Humanes de Madrid            | 07769 Av. Estados-Est. Parque de los Estados (frente N.º 8) | Avanza Movilidad Integral |
| 492     | Madrid (Aluche)              | 07769 Av. Estados-Est. Parque de los Estados (frente N.º 8) | Martín, S.A.              |
| 526     | Móstoles (por FFCC)          | 07769 Av. Estados-Est. Parque de los Estados (frente N.º 8) | Arriva Madrid             |
| 471     | Parla - Pinto                | 07770 Av. Estados-Est. Parque de los Estados (N.º 8)        | Avanza Movilidad Integral |
| 492     | Fuenlabrada (Parque Granada) | 07770 Av. Estados-Est. Parque de los Estados (N.º 8)        | Martín, S.A.              |